# Tourist Trophy 1958
Il Tourist Trophy fu la prova inaugurale del motomondiale 1958, nonché la 40ª edizione della prova.
Si svolse il 2, il 4 e il 6 giugno 1958 e vi corsero tutte le classi disputate in singolo, nonché i sidecar. Gareggiarono per prime il 2 giugno le 350, le 125, le 250 e i sidecar corsero il 4 giugno, il 6 si svolse la gara della 500.
La classe sidecar e le 125 e 250 disputarono la gara sul circuito Clypse e solo le due categorie di maggior cilindrata si svolsero sul Circuito del Mountain.
Dopo il ritiro dalle competizioni di alcun delle principali case motociclistiche italiane che avevano firmato il patto di astensione, tutte le gare in singolo vennero vinte da piloti equipaggiati da moto della MV Agusta.
I piloti britannici di casa si imposero in due delle quattro gare disputate in singolo grazie a John Surtees che si impose sia in classe 500 che in 350; Tarquinio Provini ottenne la vittoria nelle 250, Carlo Ubbiali vinse la 125 e l'equipaggio tedesco Walter Schneider/Hans Strauß si impose tra le motocarrozzette.
Questa edizioni viene ricordata anche per l'esordio in gara di Mike Hailwood che si presentò al via in tutte le classi singole e in sella a moto diverse: a bordo di una NSU ottenne addirittura il suo primo podio in 250; riuscì anche ad ottenere un settimo posto con una Paton in 125, un dodicesimo posto in 350 e un tredicesimo nella classe regina, guidando in questi ultimi due casi delle Norton

## Classe 500
Al Senior TT furono 73 i piloti alla partenza e 48 vennero classificati al termine della gara. Tra i piloti ritirati vi furono Geoff Duke, John Hartle, Paddy Driver, Keith Campbell, Bob McIntyre (vincitore dell'anno precedente) e Jack Brett.
La gara fu peraltro anche funestata dall'incidente mortale occorso al pilota rhodesiano Desmond Douglas Wolff dopo che già nelle prove un altro incidente era costata la vita al neozelandese John Frederick Antram.

### Arrivati al traguardo (prime 10 posizioni)
| Pos. | Pilota           | Moto      | Tempo      | Punti |
| ---- | ---------------- | --------- | ---------- | ----- |
| 1    | John Surtees     | MV Agusta | 2h 40:39.8 | 8     |
| 2    | Bob Anderson     | Norton    | + 5:26.2   | 6     |
| 3    | Bob Brown        | Norton    | + 5:42.4   | 4     |
| 4    | Derek Minter     | Norton    | + 6:23.4   | 3     |
| 5    | Dave Chadwick    | Norton    | + 6:35.6   | 2     |
| 6    | John Anderson    | Norton    | + 7:19.0   | 1     |
| 7    | George A. Catlin | Norton    | + 8:04.2   |       |
| 8    | Ewan Haldane     | Norton    | + 9:40.4   |       |
| 9    | Peter Pawson     | Norton    | + 10:32.6  |       |
| 10   | Dickie Dale      | BMW       | + 10:43.0  |       |

## Classe 350
Fu questa la prima gara disputatasi il 2 giugno; allo Junior TT furono 75 i piloti alla partenza e 50 quelli classificati al termine della corsa. Tra i ritirati Arthur Wheeler, Bob McIntyre (vincitore dell'anno precedente), John Hartle, Geoff Duke e Jack Brett.
Dopo la MV Agusta del vincitore si classificarono uno stuolo di Norton che occuparono le 12 posizioni seguenti.

### Arrivati al traguardo (prime 10 posizioni)
| Pos. | Pilota         | Moto      | Tempo      | Punti |
| ---- | -------------- | --------- | ---------- | ----- |
| 1    | John Surtees   | MV Agusta | 2h 48:38.4 | 8     |
| 2    | Dave Chadwick  | Norton    |            | 6     |
| 3    | Geoff Tanner   | Norton    |            | 4     |
| 4    | Terry Shepherd | Norton    |            | 3     |
| 5    | George Catlin  | Norton    |            | 2     |
| 6    | Alastair King  | Norton    |            | 1     |
| 7    | Keith Campbell | Norton    |            |       |
| 8    | Bob Anderson   | Norton    |            |       |
| 9    | Derek Minter   | Norton    |            |       |
| 10   | Jimmy Buchan   | Norton    |            |       |

## Classe 250
Nel Lightweight TT furono 25 i piloti alla partenza e 18 quelli classificati al termine della prova. Tra i ritirati vi furono Derek Minter e Arthur Wheeler.

### Arrivati al traguardo (prime 10 posizioni)
| Pos. | Pilota            | Moto      | Tempo      | Punti |
| ---- | ----------------- | --------- | ---------- | ----- |
| 1    | Tarquinio Provini | MV Agusta | 1h 24:12.0 | 8     |
| 2    | Carlo Ubbiali     | MV Agusta |            | 6     |
| 3    | Mike Hailwood     | NSU       |            | 4     |
| 4    | Bob Brown         | NSU       |            | 3     |
| 5    | Dieter Falk       | Adler     |            | 2     |
| 6    | Sammy Miller      | ČZ        |            | 1     |
| 7    | Eric Hinton       | NSU       |            |       |
| 8    | Tommy Robb        | NSU       |            |       |
| 9    | Fron Purslow      | NSU       |            |       |
| 10   | D Andrews         | NSU       |            |       |

## Classe 125
Nell'Ultra-Lightweight TT furono 24 i piloti alla partenza e 18 classificati al traguardo. Tra i ritirati Tarquinio Provini e Luigi Taveri.

### Arrivati al traguardo (prime 10 posizioni)
| Pos. | Pilota         | Moto       | Tempo      | Punti |
| ---- | -------------- | ---------- | ---------- | ----- |
| 1    | Carlo Ubbiali  | MV Agusta  | 1h 28:51.2 | 8     |
| 2    | Romolo Ferri   | Ducati     |            | 6     |
| 3    | Dave Chadwick  | Ducati     |            | 4     |
| 4    | Sammy Miller   | Ducati     |            | 3     |
| 5    | Ernst Degner   | MZ         |            | 2     |
| 6    | Heinz Rosner   | MZ         |            | 1     |
| 7    | Mike Hailwood  | Paton      |            |       |
| 8    | Fron Purslow   | Ducati     |            |       |
| 9    | Arthur Wheeler | FB Mondial |            |       |
| 10   | D H Allen      | FB Mondial |            |       |

## Sidecar TT
Furono 25 equipaggi alla partenza e 12 al traguardo.
La gara viene ricordata anche per il fatto che il già iridato Eric Oliver si presentò al via con una motocarrozzetta praticamente di serie e riuscì a giungere al traguardo in decima posizione.

### Arrivati al traguardo (posizioni a punti)
| Pos | Pilota            | Passeggero   | Moto   | Tempo      | Punti |
| --- | ----------------- | ------------ | ------ | ---------- | ----- |
| 1   | Walter Schneider  | Hans Strauß  | BMW    | 1h 28:40.0 | 8     |
| 2   | Florian Camathias | Hilmar Cecco | BMW    |            | 6     |
| 3   | Jackie Beeton     | Eddie Bulgin | Norton |            | 4     |
| 4   | Alwin Ritter      | Edwin Blauth | BMW    |            | 3     |
| 5   | Ernie Walker      | Dun Roberts  | Norton |            | 2     |
| 6   | Peter Woollett    | George Loft  | Norton |            | 1     |